# 하이메 페네도
하이메 마누엘 페네도 카노(Jaime Manuel Penedo Cano, 1981년 9월 26일 ~ )는 파나마의 전 축구선수이다. 포지션은 골키퍼이다.

## 수상

### 클럽
아라베 우니도
- 리가 마나메냐 데 푸트볼
  - 아페르투라 (1): 2004
  - 클라우수라 (1): 2004

무니시팔
- 리가 나시오날 데 과테말라
  - 아페르투라 (2): 2009, 2011
  - 클라우수라 (2): 2008, 2010

LA 갤럭시
- MLS컵 (1): 2014

### 국가대표
파나마
- CONCACAF 골드컵
  - 준우승 (2): 2005, 2013
  - 3위 (1): 2015
  - 토너먼트 탑 골키퍼 (2): 2005, 2013
  - 토너먼트 베스트 XI (2): 2005, 2013
- 코파 센트로아메리카나
  - 우승 (1): 2009
  - 준우승 (1): 2007
  - 골든 글러브 (1): 2014

## 같이 보기
- A매치 100경기 이상 출전한 축구 선수 명단